# Пять тысяч франков «Красная»
Пять тысяч франков Красная — французская банкнота, эскиз которой был утверждён 28 мая 1846 года, выпускавшаяся в обращение Банком Франции до 1885 года и выпуска новой банкноты Пять тысяч франков Фламенг.

## История
Банкнота входила в серию «чёрные банкноты», выпускаемую между 1803 и 1862 годами, и являлась исключением, поскольку была напечатана красными чернилами. Эта банкнота редко использовалась, в основном как резервная или средство платежа при крупных операциях. В 1845 году Банк Франции впервые ощутил нехватку бумажных денег. Решением от 8 января 1846 года была создана банкнота номиналом 5000 франков — это была значительная сумма на то время, тираж составил 4000 экземпляров. Эта французская банкнота обеспечивалась самым значительным количеством золота: банк обменивал её на 250 наполеондоров.
Банкнота была выпущена 13 августа 1846 года в Париже. Второй тираж был в 1848 году, но датирован 1846 годом. Начало изъятия из обращения банкноты началось 24 декабря 1885 года. В декабре 1897 года она была окончательно лишена статуса законного платёжного средства.

## Описание
Банкнота повторяет банкноту Тысяча франков 1817, но на этот раз она была напечатана красным цветом на одной стороне и имеет удлинённую прямоугольную форму. Типографская печать была сделана фирмой Фирмен Дидо.
В центре банкноты изображены два каллиграфических фриза и надпись «Пять тысяч франков», окружённая по краям банкноты двумя колоннами, заполненными обычными мифологическими божествами (Посейдон, Церера, амуры и т. д.). В верхней части находятся две головы животных: лошадь и бык. В нижней части упоминается, что «подделка банкноты наказывается пожизненными каторжными работами». В центральной части также находятся дата выпуска и три подписи руководства банка, одна из которых принадлежит Полину Гарату, сыну Мартина Гарата.
Кроме того банкнота содержит мокрую печать и водяной знак, который воспроизводит сумму банкноты буквами.
На оборотной стороне — одинаковое обратное изображение.
В целях защиты от краж, наблюдаемых во время пересылки денег через почтовые отправления, отправители по рекомендации Министерства финансов разрезали банкноту 5000 франков на две части, чтобы отправить её двумя отдельными курьерами: достаточно было объединить две стороны, чтобы восстановить её покупательную способность. Эта практика была широко распространена до 1890 года и прекращена распространением банкнот через отделения банка и использования перевода средств по телеграфу.